# Pseudostichopus
Genre
Genre
Pseudostichopus est un genre de concombres de mer, le seul de la famille des Pseudostichopodidae.

## Liste des genres
Selon World Register of Marine Species (6 novembre 2014) :

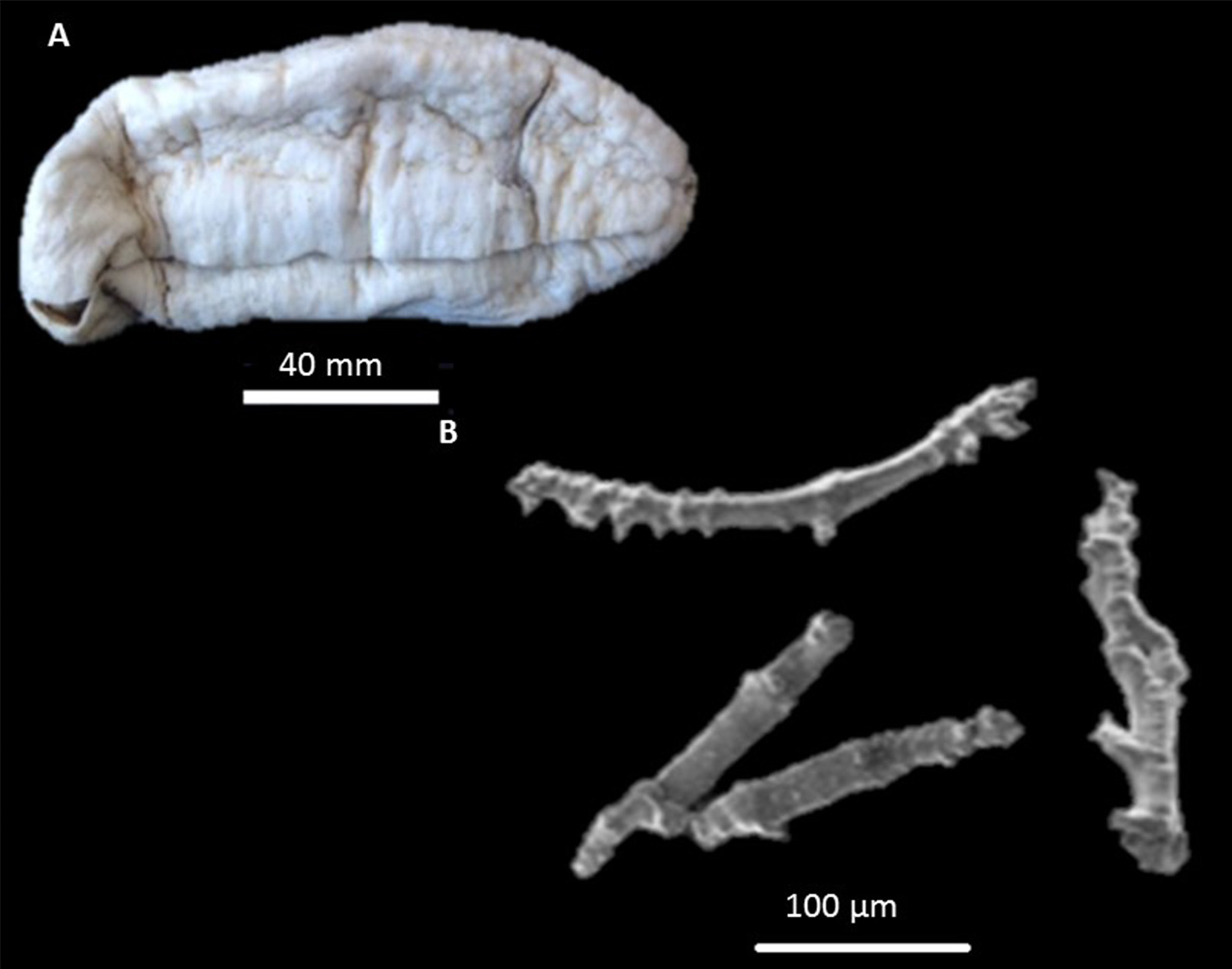
Pseudostichopus mollis et ses spicules.

- Pseudostichopus aemulatus Solis-Marin & Billett in Solis-Marin & al., 2004
- Pseudostichopus echinatus Thandar, 1992
- Pseudostichopus elegans (Koehler & Vaney, 1905)
- Pseudostichopus hyalegerus (Sluiter, 1901)
- Pseudostichopus langeae Thandar, 2009
- Pseudostichopus mollis Théel, 1886
- Pseudostichopus occultatus Marenzeller von, 1893
- Pseudostichopus papillatus (D'yakonov, 1949)
- Pseudostichopus peripatus (Sluiter, 1901)
- Pseudostichopus profundi D'yakonov, 1949
- Pseudostichopus spiculiferus (O'Loughlin, 2002)
- Pseudostichopus tuberosus O'Loughlin & Ahearn, 2005